# Bubenberg-Denkmal

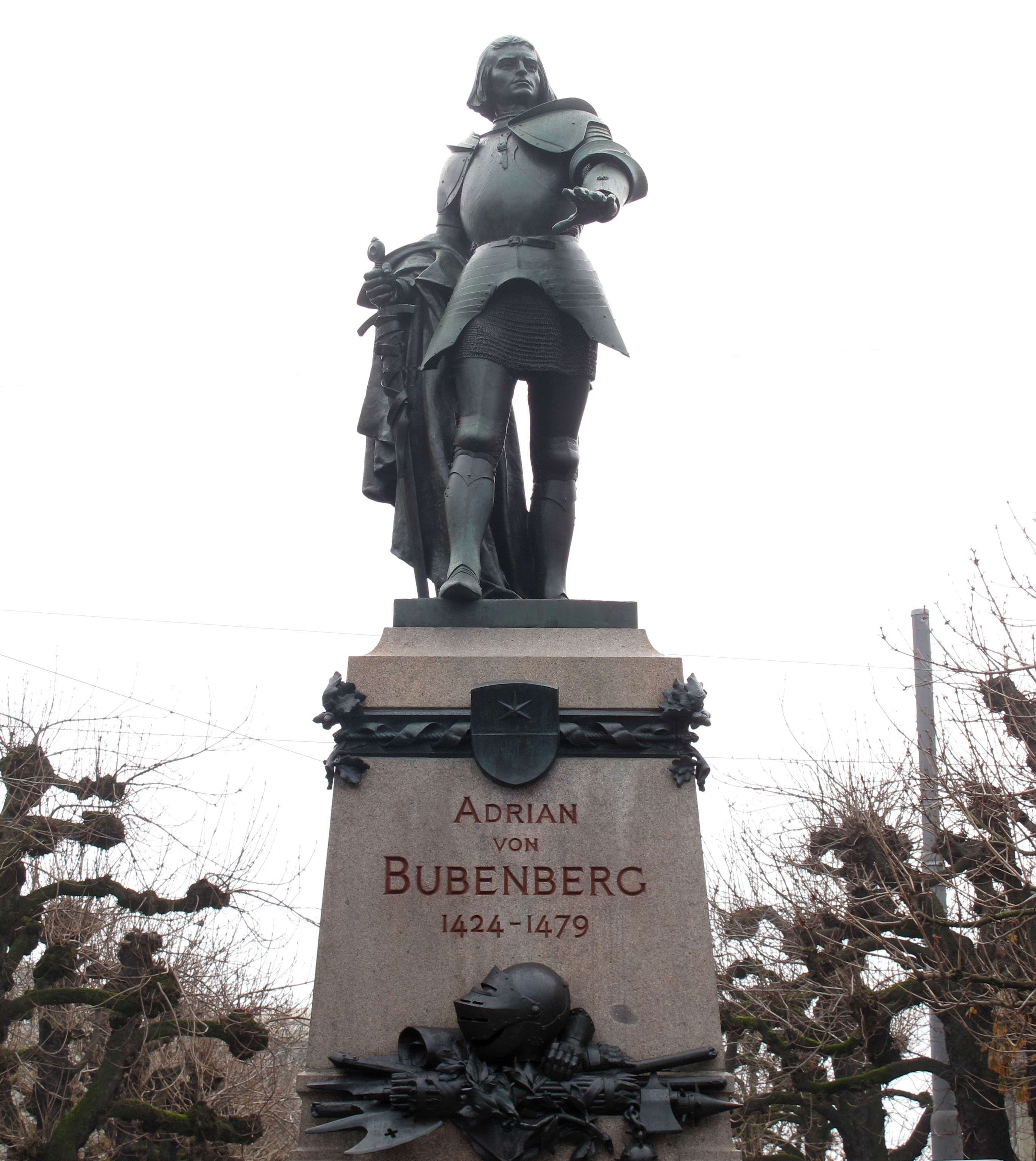
Das 2015 sanierte Bubenberg-Denkmal

Ursprünglicher Standort des Denkmals (Foto von 1918, während des Landesstreiks)

Das Bubenberg-Denkmal ist ein Bronzestandbild des Berner Schultheissen und Feldherrn Adrian I. von Bubenberg in der Schweizer Bundesstadt Bern.

## Geschichte
Die Statue von Max Leu wurde 1897 eingeweiht. Ursprünglich stand das Denkmal am Westende der kleinen Parkanlage auf dem Bubenbergplatz und war nach Westen gerichtet. Bubenberg wies so gen Murten, den Ort seines Sieges. Bei der Einweihung wurde das Denkmal von «brausenden Hurras» begrüsst, und ein Agenturbericht beschrieb es als ein «wahres schweizerisches Nationaldenkmal, das die Eidgenossen zu Eintracht und selbstloser Hingabe an das Vaterland ermahnt».
Beim Umbau des Platzes 1930 wurde das Denkmal nach langen Debatten an den Hirschengraben verlegt und blickt seither gegen Norden. 2015 wurde es erstmals seit 1930 saniert und gereinigt.

## Beschreibung
Das Denkmal zeigt von Bubenberg überlebensgross stehend in Rüstung und ohne Helm, die rechte Hand am Schwert und die Linke behütend ausgestreckt. Auf dem Sockel stehen zwei Zitate des Feldherrn geschrieben, zur linken Seite (von vorne gesehen): «So lange in uns eine Ader lebt, gibt keiner nach», und zur rechten Seite: «Mein Leib und Gut ist euer eigen bis in den Tod».